# Палмхерст (Тексас)
Палмхерст (енгл. Palmhurst) град је у америчкој савезној држави Тексас. По попису становништва из 2010. у њему је живело 2.607 становника.

## Демографија
Према попису становништва из 2010. у граду је живело 2.607 становника, што је 2.265 (46,5%) становника мање него 2000. године.
| Група             | 2000.         | 2010.         |
| Белци             | 573 (11,8%)   | 516 (19,8%)   |
| Афроамериканци    | 12 (0,2%)     | 17 (0,7%)     |
| Азијати           | 19 (0,4%)     | 21 (0,8%)     |
| Хиспаноамериканци | 4.262 (87,5%) | 2.052 (78,7%) |
| Укупно            | 4.872         | 2.607         |